# Chiesa di San Giacomo (Sorbolo Mezzani)
La chiesa di San Giacomo è un luogo di culto cattolico dalle forme neoromaniche, situato in strada di Chiozzola 41 a Bogolese, frazione di Sorbolo Mezzani, in provincia e diocesi di Parma; è sede di una parrocchia compresa nella zona pastorale della Bassa.

## Storia
Il luogo di culto fu eretto in epoca medievale; la più antica testimonianza della sua esistenza risale al 1299, quando la cappella fu menzionata tra le dipendenze del monastero benedettino di Sant'Uldarico di Parma, pur trovandosi all'interno del territorio amministrato dalla pieve di Ramoscello.
Entro il 1493 la giurisdizione sul tempio passò all'abbazia di San Giovanni Evangelista.
Nel 1564 le benedettine di Sant'Uldarico rientrarono in possesso della chiesa, che nel 1577 fu elevata a sede parrocchiale; due anni dopo, in seguito alla visita apostolica del vescovo Giovanni Battista Castelli che rilevò la mancanza di un parroco, le monache incaricarono temporaneamente un cappellano della gestione del luogo di culto, per poi nominare nel 1602 un vicario perpetuo.
Nel 1810, a causa delle soppressioni napoleoniche, il monastero di Sant'Uldarico fu chiuso e la chiesa di Bogolese fu spogliata di ogni bene posseduto.
Nel 1844 il tempio fu elevato a sede di rettoria.
Nel 1938, su finanziamento della popolazione di Bogolese e del Comune di Sorbolo per iniziativa del podestà Pasquale Pezzani, la chiesa fu sottoposta a radicali lavori di ristrutturazione, con la sopraelevazione dell'edificio e la decorazione degli esterni e degli interni.

## Descrizione

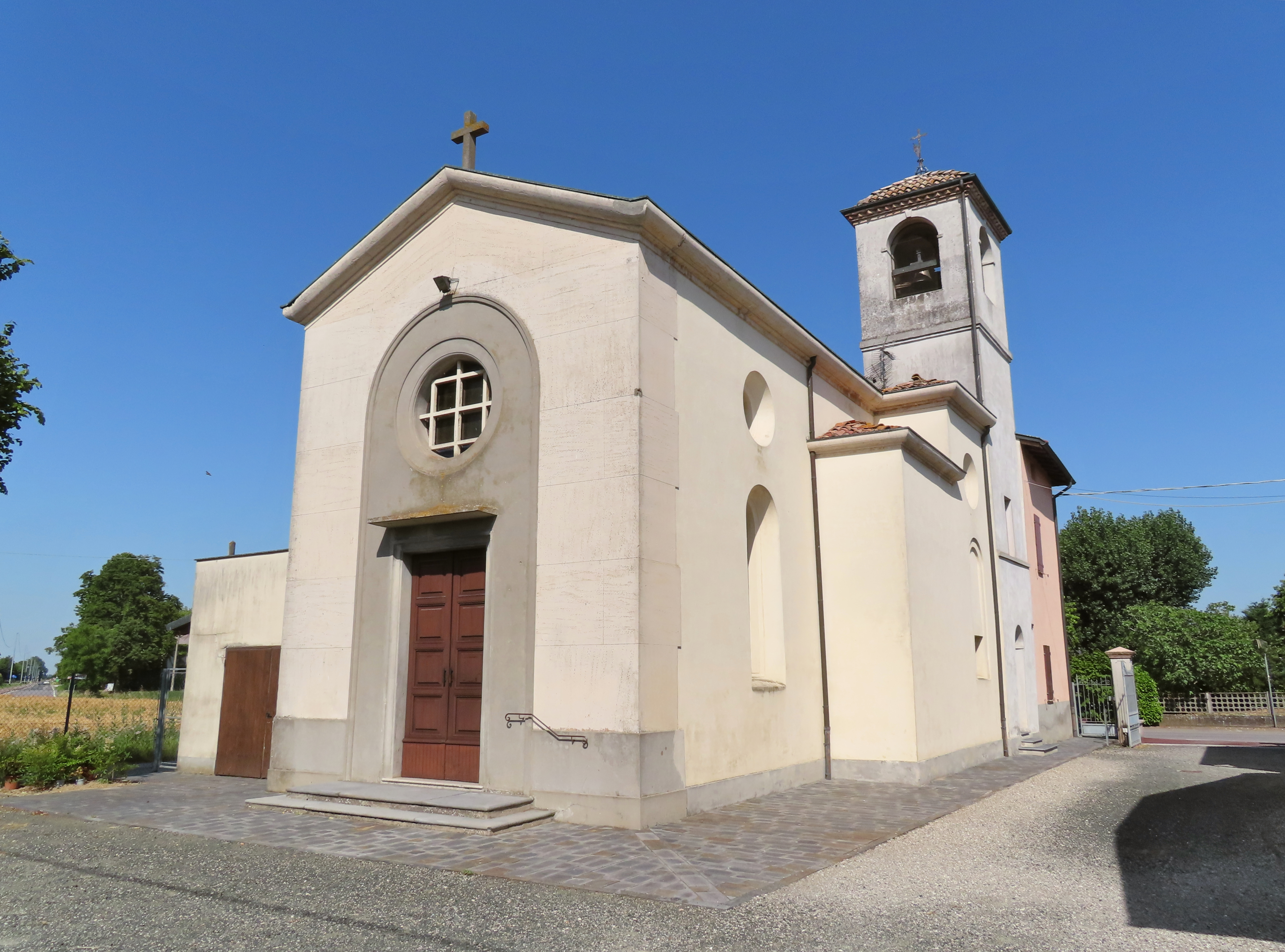
Facciata e lato sud

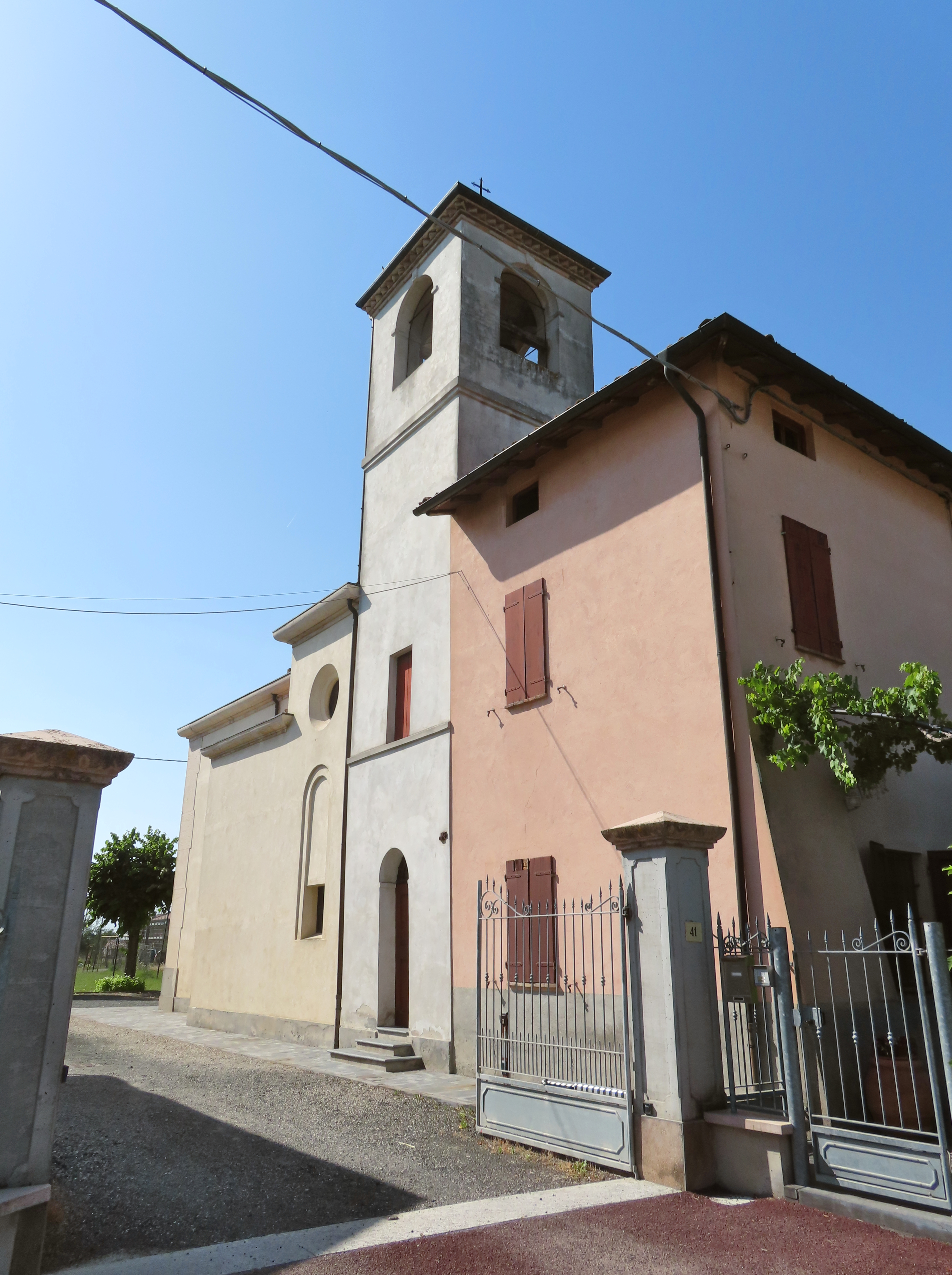
Lato sud e campanile

La chiesa si sviluppa su un impianto a navata unica affiancata da una cappella per lato, con ingresso a ovest e presbiterio a est.
La simmetrica facciata a capanna, interamente intonacata come il resto dell'edificio, è delimitata da due massicce paraste in finto travertino a sostegno dell'ampia arcata a tutto sesto sommitale; nel mezzo è collocato il portale d'ingresso, delimitato da una sottile cornice modanata e sormontato da una piccola pensilina; più in alto si apre un rosone; a coronamento, si erge sul culmine del tetto una croce metallica.
Dal fianco libero destro, illuminato da un'alta monofora ad arco a tutto sesto, aggetta la cappella; sul fondo si eleva su tre ordini scanditi da fasce marcapiano il campanile, accessibile attraverso un portale ad arco alla base; la cella campanaria si affaccia sulle quattro fronti attraverso ampie monofore a tutto sesto, mentre a coronamento si sviluppa lungo il cornicione una fascia in mattoni disposti a denti di sega.
All'interno la navata, coperta da un soffitto piano riccamente dipinto, è affiancata dalle arcate a tutto sesto delle cappelle laterali.
Il presbiterio, lievemente sopraelevato e rientrante verso l'aula, accoglie l'altare maggiore a mensa in pietra e marmo, aggiunto intorno al 1960; sul fondo la zona absidale, coperta da una volta a botte affrescata, è preceduta da un arco trionfale a tutto sesto.
La chiesa conserva un piviale settecentesco in broccatello.